# トゥオネラの白鳥
『トゥオネラの白鳥』（トゥオネラのはくちょう、フィンランド語：Tuonelan joutsen）は、ジャン・シベリウスの作曲した交響詩である。

## 概要
作品番号22の交響詩集『レンミンカイネン組曲』（4つの伝説曲）は以下の4曲からなり、この曲は第2曲（当初は第3曲）に当たる。
1. 「レンミンカイネンと島の娘たち」（Lemminkäinen ja Saaren neidot）
2. 「トゥオネラの白鳥」（Tuonelan joutsen）
3. 「トゥオネラのレンミンカイネン」（Lemminkäinen Tuonelassa）
4. 「レンミンカイネンの帰郷」（Lemminkäinen palaa kotienoille）

4曲まとめての呼称はあくまで便宜的なものであり、出版は4曲別々に行われた。4曲まとめて演奏されることもあるが、「トゥオネラの白鳥」はこのうち単独で演奏されることが最も多い。

## 作品の成立背景
この曲は、当初オペラ『船の建造』の序曲として作曲された。フィンランドの民族叙事詩『カレワラ』の第16章により、カレワラの主要な主人公であるヴァイナモイネンが船を作るための呪文を求めて死の国であるトゥオネラへ行き、結局は逃げ帰ってくる。その暗い死の国を想像しながら作曲されたと思われる。シベリウスは1893年から1894年にかけてこのオペラに取り組んでいたが、自分にオペラを作曲する才能がないことに気が付いたらしく、このオペラは結局は完成されていない。
『レンミンカイネン組曲』は、『カレワラ』の第12章から第15章にかけてに基づいている。放埒な主人公レンミンカイネンはポホヨラの娘への求婚に赴き、娘の母である女主人から3つの課題を与えられる。そこで、彼は2つまでの課題は克服するが、3つ目の課題、トゥオネラ川を泳ぐ白鳥を射るという課題に挑戦中に殺され、死体はばらばらにされる。しかし最後は母の呪文によって蘇生させられ、家に連れ戻される。組曲はこの物語からの4つの場面を描いている。

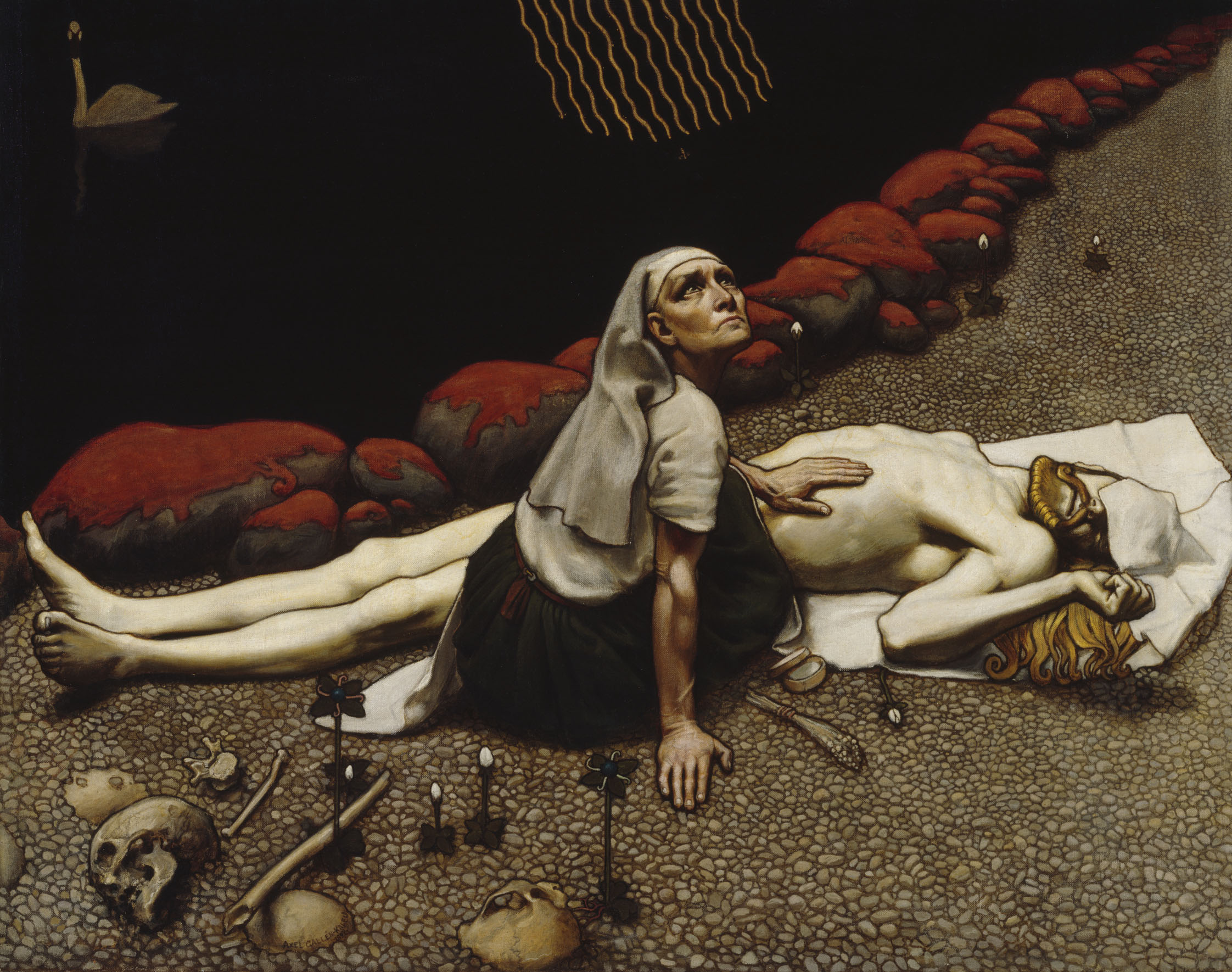
『レンミンカイネンの母』（ガッレン＝カッレラ、1897年）

4曲の中でも「トゥオネラの白鳥」は物語の筋を追うのではなく、もっぱらトゥオネラ川を泳ぐ白鳥のイメージを描いている。先に作曲されたオペラの序曲の素材を用いて、他の3曲に先立って作曲された。
『レンミンカイネン組曲』の他の3曲は1895年から1986年に作曲され、1897年に改訂されている。さらに「トゥオネラの白鳥」は、1900年に再改訂されている。

## 楽器編成
オーボエ、イングリッシュ・ホルン、バス・クラリネット、ファゴット、ホルン4、トロンボーン3、ティンパニ、大太鼓、ハープ、弦五部（最大で13部まで分割される）
高音域の管楽器をほとんど含まないのが編成上の特徴である。

## 曲の構成
Andante molto sostenuto、4分の9拍子。終始ゆったりと演奏される。陰鬱で幻想的な雰囲気が続き、トゥッティ（総奏）で演奏される部分はわずかしかない。全曲を通してイングリッシュ・ホルンの独奏が主要な役割を果たす。
弦楽が低音から次第に高音の和音に移行していくと、イングリッシュ・ホルンが白鳥を表現する悲しく美しい旋律を奏でる。引き続きチェロ独奏が低音から高音へ上がる暗いモチーフを奏でる。この2つの旋律が基本的主題となって、曲は進んでいく。途中で弦楽のピチカートやハープの分散和音が加わり、悲壮感を高めていくが、最後は白鳥の最後の一鳴きのようなトレモロと、チェロの対旋律によって静かに曲が閉じられる。
演奏時間はおおよそ8分から9分程度である。

## 日本への紹介
日本初演とされているのは1937年（昭和12年）2月27日、クラウス・プリングスハイム指揮の東京音楽学校管弦楽団、イングリッシュ・ホルン独奏は海軍軍楽隊から音楽学校に派遣されていた原功男である。なお、この際の曲名表記は「黄泉の白鳥」となっていた。

## 曲順について
『レンミンカイネン組曲』において、「トゥオネラの白鳥」は当初第3曲に置かれていたが、最終的には第2曲とされた。第2曲に置いた場合、レンミンカイネンが白鳥狩りに挑む前のトゥオネラ川と白鳥の様子を描いたものと捉えられる。一方、第3曲に置いた場合は、レンミンカイネンが命を落とした後も何事もなかったかのように静まりかえった様子のトゥオネラ川と白鳥を描いたものと捉えられる。「トゥオネラの白鳥」の後半に現れる葬送曲風の主題は、第3曲に置かれた方が理解しやすい。しかし演奏効果を考えると「トゥオネラのレンミンカイネン」の前に置いた方が構成しやすく、シベリウスが曲順を入れ替えたのはそれが理由であろうと考えられている。